# Championnat de France des tribunes

Ancien logo

Le championnat de France des tribunes est un championnat honorifique qui récompense le meilleur public de Ligue 1 et de Ligue 2.

## Historique

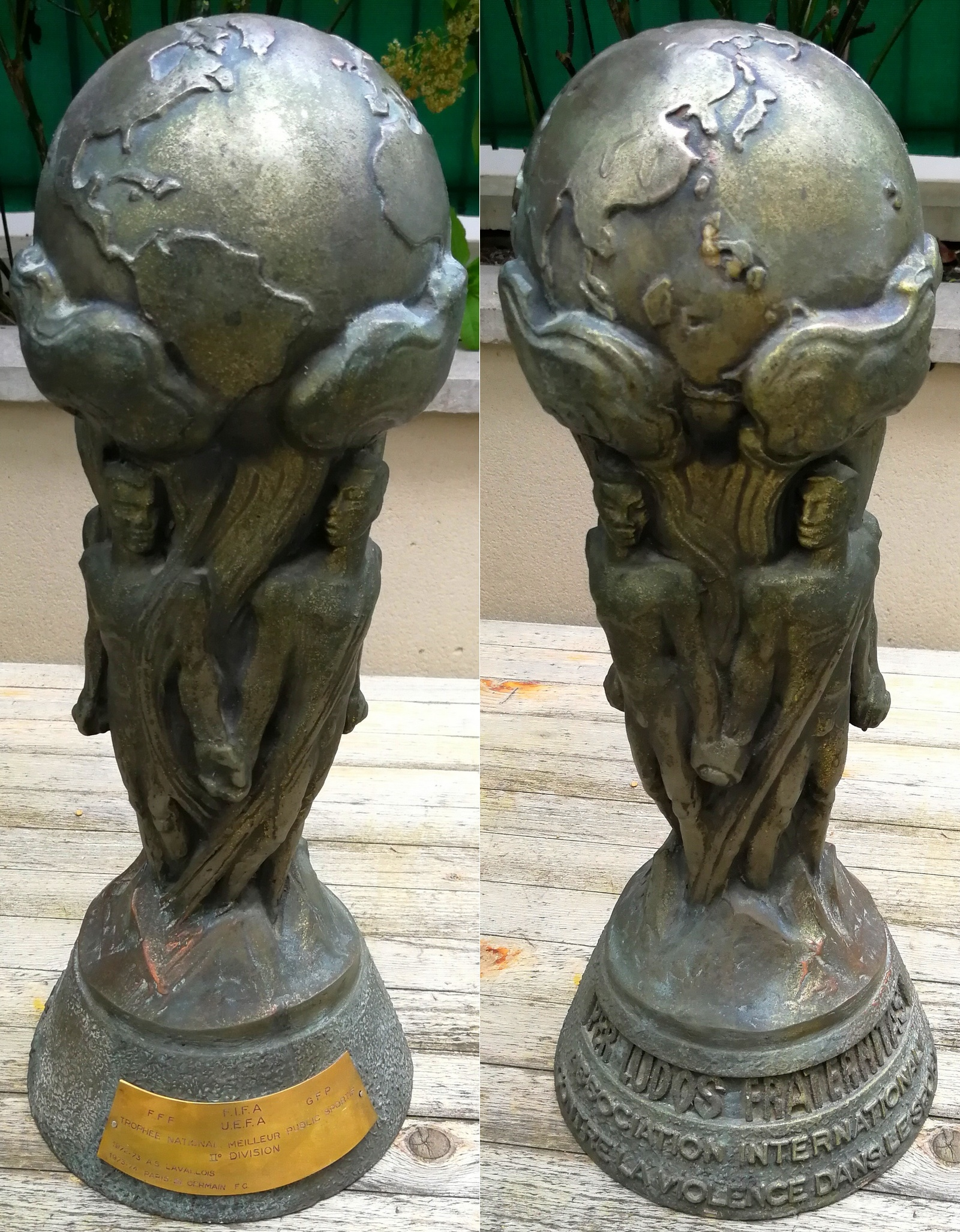
« Trophée national du meilleur public sportif » remis au Stade Lavallois en 1972-73 et au PSG en 1973-74 - Collection privée Valjustrotinou

Le format actuel a été introduit lors de la saison 2006-2007 sous l'égide de la LFP. Il succède à diverses initiatives similaires.
Un challenge comparable avait été initié par Charles Drago et existait à la fin des années 1970 et dans les années 1980. Des titres de « Meilleur public de France » en D1 et D2 étaient attribués chaque saison[réf. souhaitée]. Le public lensois a notamment remporté ce titre en 1980 succédant au palmarès à celui de l'Olympique de Marseille, l'EA Guingamp remporte le titre en 2001 et 2003, le RC Lens en 2002.
Un trophée similaire a également existé au début des années 1970 : le « Trophée national du meilleur public sportif » était attribué à un club de Première Division et de Deuxième Division. Décerné par l'Association Internationale contre la Violence dans le Sport, ce challenge était organisé en association avec la FIFA, la FFF, l'UEFA et le GFP. Le Stade lavallois puis le Paris Saint-Germain ont notamment remporté les deux premières éditions pour la Deuxième Division en 1972-73 et 1973-74.
Avant la Seconde Guerre mondiale, déjà, le public de l'Excelsior de Roubaix est désigné meilleur public de France par l'Amicale des Joueurs Professionnels de Football.
Le championnat est suspendu de la saison 2019-2020 à la saison 2021-2022 incluse en raison de la pandémie de Covid-19.

## Notation
À chaque journée de championnat, une note est attribuée au public et aux supporters de chaque équipe par un jury.